# Клінтон (округ Вернон, Вісконсин)
Клінтон (англ. Clinton) — місто (англ. town) в США, в окрузі Вернон штату Вісконсин. Населення — 1374 особи (2020).

## Демографія
Згідно з переписом 2010 року, у місті мешкало 1358 осіб у 332 домогосподарствах у складі 267 родин. Було 371 помешкання
Расовий склад населення:
| - 98,3 % — білих - 0,4 % — чорних або афроамериканців - 0,1 % — корінних американців |

До двох чи більше рас належало 0,4 %. Частка іспаномовних становила 1,2 % від усіх жителів.
За віковим діапазоном населення розподілялося таким чином: 45,4 % — особи молодші 18 років, 46,4 % — особи у віці 18—64 років, 8,2 % — особи у віці 65 років та старші. Медіана віку мешканця становила 20,7 року. На 100 осіб жіночої статі у місті припадало 100,6 чоловіків;  на 100 жінок у віці від 18 років та старших — 93,2 чоловіків також старших 18 років.
Середній дохід на одне домашнє господарство  становив 58 788 доларів США (медіана — 48 393), а середній дохід на одну сім'ю — 61 570 доларів (медіана — 50 824). Медіана доходів становила 27 875 доларів для чоловіків та 34 861 долар для жінок. За межею бідності перебувало 29,2 % осіб, у тому числі 34,2 % дітей у віці до 18 років та 20,2 % осіб у віці 65 років та старших.
Цивільне працевлаштоване населення становило 319 осіб. Основні галузі зайнятості: виробництво — 29,2 %, освіта, охорона здоров'я та соціальна допомога — 20,7 %, сільське господарство, лісництво, риболовля — 18,8 %.